# Романьков Олександр Анатолійович
Олександр Анатолійович Романьков (рос. Александр Анатольевич Романьков, нар. 7 листопада 1953, Корсаков, Сахалінська область, СРСР) — видатний радянський фехтувальник на рапірах, олімпійський чемпіон (1988), дворазовий срібний (1976 та 1980) та дворазовий бронзовий призер (1980 та 1988) Олімпійських ігор, десятиразовий чемпіон світу.

## Біографія
Олександр Романьков почав займатися фехтуванням у Мінську у віці 11 років. Його тренером став Ернст Асієвський, з яким він пропрацював усю свою спортивну кар'єру. На початку занять малий Саша, будучи шульгою, боявся признатися у цьому, тому фехтував незручною правою рукою. На своєму першому чемпіонаті світу серед молоді у 1970 році був лише 12. Наступного року зайняв 6 місце. 
Для того, щоб попасти в основну команду, спортсмену треба було стати чемпіоном СРСР, що йому і вдалося у 1974 році. А вже через місяць після цієї перемоги, спортсмен на чемпіонаті світу, що проходив у Греноблі, вперше в кар'єрі став чемпіоном світу і в індивідуальній, і в командній першостях, показавши швидке, технічне, інтелектуальне фехтування. Наступного року здобув командну срібну медаль. На своїх перших Олімпійських іграх здобув срібну медаль в індивідуальній першості, поступившись у фіналі італійському фехтувальнику Фабіо Даль Зотто. Разом з командою Романьков зупинився за крок до п'єдесталу, поступившись у поєдинку за бронзу команді Франції.
Впродовж наступного олімпійського циклу Романьков завойовував по дві медалі на кожному чемпіонаті світу: у 1977 році індивідуальне золото та командна бронза, у 1978 році індивідуальне срібло та командна бронза, а у 1979 році золотий дубль. На домашніх Олімпійських іграх, що проходили у Москві спортсмен легко вийшов у фінальну шістку спортсменів, де переміг у 4 з 5 поєдинків. У тому ж становищі опинилися ще два спортсмени - Володимир Смирнов та Паскаль Жільот. Після перемоги Смирнова над французьким фехтувальником з рахунком 5:0, Романьков програв Жільоту з таким же рахунком, що відкинуло спортсмена на третє місце. Перемога над Смирновим 5:4 не дозволила йому піднятися вище. У фіналі командного турніру команда СРСР зазнала поразки від французів.
Кар'єра спортсмена продовжувала розвиватися. У 1981 році став шестиразовим чемпіоном світу, здобувши перемогу разом з командою. Наступного року втретє в кар'єрі оформив золотий дубль. У 1983 році зумів захистити титул чемпіона в індивідуальних змаганнях. Напружені відносини між Радянським Союзом та США втілилися у бойкоті Олімпійських ігор 1984 року в Лос-Анджелесі (відповідь на бойкот США Олімпійських ігор 1980 року у Москві), через що Романьков їх пропускав.
У 1985 році спортсмен виграв бронзову медаль разом з командою та зупинився на 8 місці в індивідуальних змаганнях.  На чемпіонаті світу 1986 року Романьков вперше за 11 великих стартів (чемпіонат світу та Олімпійські ігри) залишився як мінімум без однієї медалі. Наступного року в Лозанні ситуація повторилася. Олімпійські ігри 1988 року в Сеулі були останньою спробою 34-річного спортсмена стати олімпійським чемпіоном. В індивідуальному турнірі Романьков розпачав з перемог над Йоахімом Вендтом та Робертом Гатай. Однак у наступному поєдинку програв діючому дворазовому олімпійському чемпіону Мауро Нумі. Перемога над американцем Пітером Левісоном дозволила йому продовжити боротьбу. Романьков взяв реванш у Нуми та увійшов у фінальну четвірку. Там у півфіналі поступився майбутньому чемпіону італійцю Стефано Черіоні, а у сутичці за бронзу здолав Ульріха Шрека.
Разом з командою Романьков виграв омріяне золото, зодолавши у фіналі команду Західної Німеччини.
У 1989 році спортсмен востаннє став чемпіоном світу, вигравши командне золото. Подальші виступи були не дуже вдалими, що спонукало спортсмена завершити спортивну кар'єру у 1992 році перед Олімпійськими іграми у Барселоні.
Романьков тренував команди Австралії та Південної Кореї перед тим як повернитися у Білорусь, де він очолив Федерацію фехтування Білорусі та команду рапіристів.
У 2011 році італійська рапіристка Валентина Веццалі обійшла Романькова та шабліста Станіслава Позднякова, які ділили між собою 1 місце, у кількості індивідуальних чемпіонських титулів, завоювавши шосте чемпіонство

## Виступи на Олімпіадах
| Олімпіада     | Дисципліна           | Місце |
| ------------- | -------------------- | ----- |
| Монреаль 1976 | індивідуальна рапіра | 2     |
| Монреаль 1976 | командна рапіра      | 4     |
| Москва 1980   | індивідуальна рапіра | 3     |
| Москва 1980   | командна рапіра      | 2     |
| Сеул 1988     | індивідуальна рапіра | 3     |
| Сеул 1988     | командна рапіра      | 1     |